# Karl Karlsson (Ulvåsaätten)
Karl Karlsson (Ulvåsaätten), född okänt år, död 17 september 1398 i Ekebyborna församling, Östergötland, var en svensk häradshövding och lagman.

## Biografi
Karl Karlsson (Ulvåsaätten) var son till Karl Ulfsson (Ulvåsaätten) och Katarina Glysingsdotter. Han studerade i unga år och var 1383 häradshövding i Aska härad. Karl Karlsson var från 1390 till 1397 lagman i Närkes lagsaga och var från 1396 till 1398 riksråd. Han avled 1398 på Ulvåsa i Ekebyborna socken och begravdes i Vadstena klosterkyrka.

### Egendom
Karl Karlsson ägde gods i Sköllersta härad i Närke och i Dals härad i Östergötland.

### Familj
Karl Karlsson var från 1398 gift med Katarina Algotsdotter (Sture) (död 1413), dotter till riksrådet och riddaren Algot Magnusson (Sture) och Märta Bosdotter (Natt och Dag). De fick tillsammans dottern Birgitta Ulfsson (Ulvåsaätten). Efter Karl Karlssons död gifte Katarina Algotsdotter om sig med riddaren Håkan Nilsson (Björnram).